# شرانة (أفلح اليمن)

تعديل مصدري - تعديل

شرانة هي إحدى قرى عزلة بني فلاح بمديرية أفلح اليمن التابعة لمحافظة حجة، بلغ تعداد سكانها 494 نسمة حسب تعداد اليمن لعام 2004.